# Desarrollo guiado por el diseño
El desarrollo dirigido por el diseño (en inglés: design-driven development, D3) es un proceso ágil para crear requerimientos innovadores para construir mejores soluciones. Trabaja de cerca con SCRUM y Extreme Programming (XP) para manejar e implementar estos requerimientos. También puede trabajar con procesos no-ágiles como RUP.
Está basado en la siguiente filosofía:
- Diseñar es el arte de crear soluciones bellas, elegantes e innovadoras que trabajen en el contexto del usuario y del cliente.
- Ningún proceso puede garantizar un diseño mejor; crear el entorno correcto y los grupos de personas es la única manera de traer innovación.
- El diseño es un accidente que se hace notar desde la concepción, y D3 maximiza las oportunidades de que se produzcan esos accidentes.

D3 fue originalmente creado por Henry Jacob.